# Контрерас
Контрерас (ісп. Contreras) — муніципалітет в Іспанії, у складі автономної спільноти Кастилія-і-Леон, у провінції Бургос. Населення — 92 особи (2010).
Муніципалітет розташований на відстані близько 260 км на північ від Мадрида, 46 км на північний захід від Бургоса.

## Демографія
Динаміка населення (INE ):